# Isbrand Wilhelmsson Compostell
Isbrand Wilhelmsson Compostell, född omkring 1630, död i september 1674, var en svensk guldsmed och kopparstickare.

## Biografi
Isbrand Wilhelmsson Compostell var troligen son till guldsmeden Wilhelm Compostell. Han var elev till myntmästaren Antonio Groot och skrevs in som guldsmedslärling av Salomon Bischof i Stockholm 1647. Han blev mästare i Stockholm 1668 och hovguldsmed 1670. Året därpå var han verksam för Hedvig Eleonora. Han satt fängslad 1673–1674 och troligen avled han under fångenskapen. Bland hans kända kopparstick märks tre porträtt i Niclas Wankifs bibelutgåva 1674.